# جری مانتی
جری مانتی (انگلیسی: Jerri Manthey؛ زادهٔ ۵ سپتامبر ۱۹۷۰) یک هنرپیشه اهل ایالات متحده آمریکا است. وی از سال ۱۹۹۶ میلادی تاکنون مشغول فعالیت بوده‌است.